# J.J. Avila
Joseph John Avila, detto J.J. (McAllen, 11 ottobre 1991), è un cestista statunitense con cittadinanza messicana, professionista in NBDL e in Europa.